# Echinorhyncha
Echinorhyncha är ett släkte av orkidéer. Echinorhyncha ingår i familjen orkidéer.
Kladogram enligt Catalogue of Life:
| Echinorhyncha | \| \| Echinorhyncha antonii \| \| \| \| \| \| Echinorhyncha ecuadorensis \| \| \| \| \| \| Echinorhyncha litensis \| \| \| \| \| \| Echinorhyncha manzurii \| \| \| \| \| \| Echinorhyncha vollesii \| \| \| \| |
|               | \| \| Echinorhyncha antonii \| \| \| \| \| \| Echinorhyncha ecuadorensis \| \| \| \| \| \| Echinorhyncha litensis \| \| \| \| \| \| Echinorhyncha manzurii \| \| \| \| \| \| Echinorhyncha vollesii \| \| \| \| |
|               | Echinorhyncha antonii |
|               | |
|               | Echinorhyncha ecuadorensis |
|               | |
|               | Echinorhyncha litensis |
|               | |
|               | Echinorhyncha manzurii |
|               | |
|               | Echinorhyncha vollesii |
|               | |